# Sybrinus kabateki
Sybrinus kabateki là một loài bọ cánh cứng trong họ Cerambycidae.